# ЦАГИ 1-ЭА
ЦАГИ 1-ЭА — советский экспериментальный вертолёт, разработанный А. М. Черёмухиным. Первый вертолёт, созданный в СССР.
Аппарат был построен в июле 1930 года на опытном заводе ЦАГИ. 13 сентября был совершен первый свободный полёт. 14 августа 1932 г. вертолёт поднялся на высоту 605 метров, что являлось на тот момент неофициальным рекордом.

## Конструкция
Вертолёт был построен по одновинтовой схеме, предложенной в 1909 — 1912 гг. Б. Н. Юрьевым. Реактивный момент несущего винта уравновешивался на нём при помощи четырёх рулевых винтов, размещённых попарно в носовой и хвостовой частях фюзеляжа.
На вертолёте было установлено два ротативных двигателя М-2 мощностью 120 л. с. каждый, которые были по обеим сторонам центральной части фюзеляжа.
Фюзеляж вертолёта был ферменной конструкции, сваренный из стальных труб.
Вертолёт имел четырёхлопастный несущий винт диаметром 11 м. Вертолёт управлялся путём воздействия на углы установки лопастей несущего и рулевых винтов. В продольной и поперечной плоскостях управление аппаратом велось при помощи ручки управления дифференциальным шагом лопастей несущего винта, соединённой системой жёстких тяг и рычагов с автоматом перекоса. Чтобы развернуть вертолёт, достаточно было изменить шаг рулевых винтов, что достигалось отклонением ножных педалей, связанных тросами с поворотными механизмами рулевых винтов.

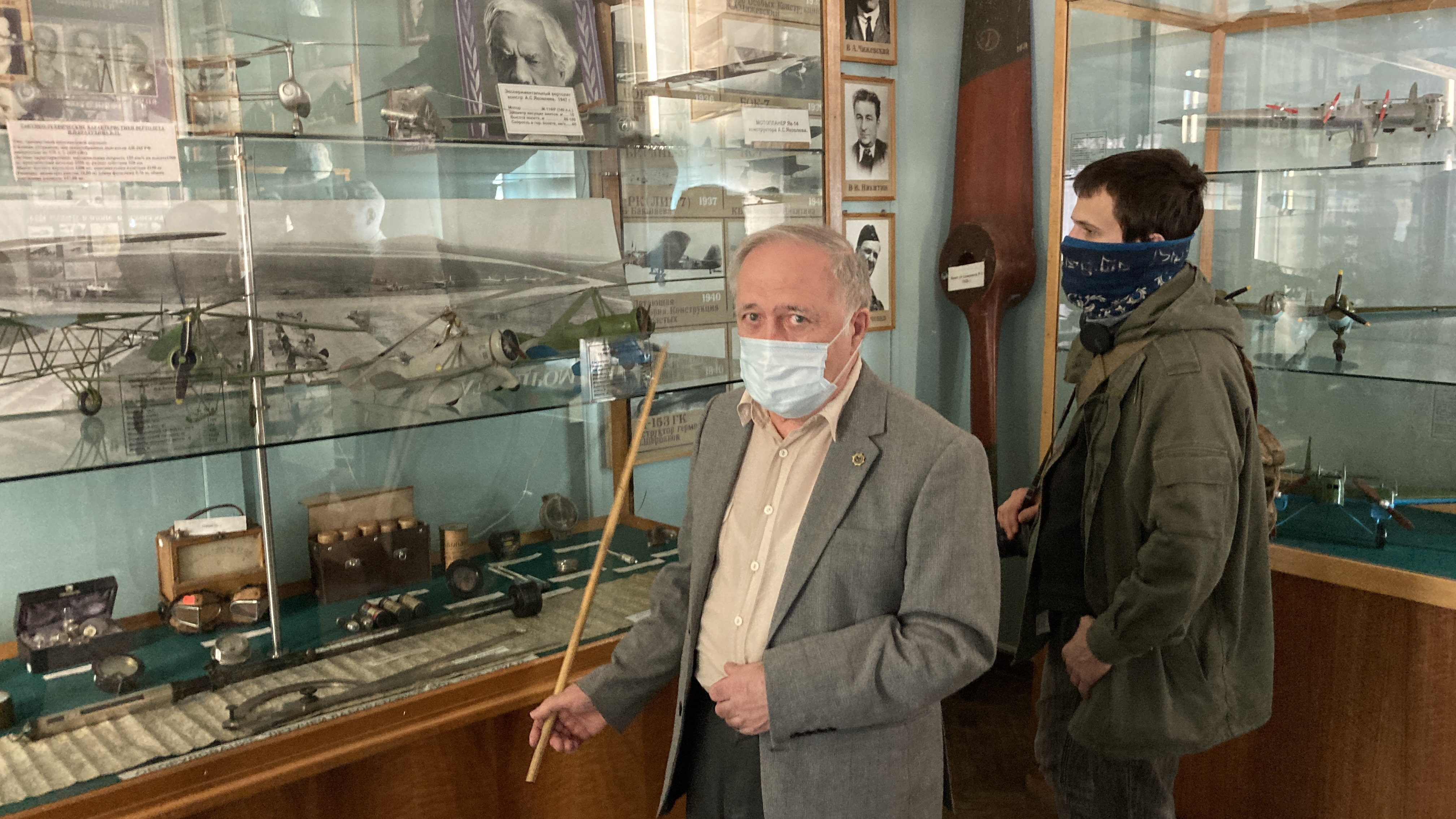
Модель ЦАГИ 1ЭА в музее (слева посередине, часть хвоста)

Запуск двигателей производился сжатым воздухом (из наземных баллонов) при помощи специальных съёмных пневматических устройств.

## Эксплуатация
Бессменное пилотирование аппарата осуществлял непосредственный разработчик Алексей Михайлович Черёмухин. Всего было выполнено 39 свободных полётов. В течение всего срока эксплуатации вертолёт постоянно совершенствовался.
14 августа 1932 года Алексей Черёмухин установил на первом советском вертолете ЦАГИ 1-ЭА неофициальный мировой рекорд высоты — 605 метров. Этот показатель в 34 раза превзошел лучшее достижение того времени — в 1928 г. итальянский вертолёт «Асканио» поднялся на 18 метров. Рекордный подъем ЦАГИ 1-ЭА не был зарегистрирован т. к., СССР в то время не входил в Международную авиационную федерацию (ФАИ). Через несколько месяцев после полёта Черёмухина был зарегистрирован мировой рекорд высоты полета вертолета «Бреге-Доран», который составлял всего 190 м.
Осенью 1930 г. был запущен в производство второй экземпляр аппарата, получивший наименование ЦАГИ 3-ЭА. В процессе постройки второго экземпляра в конструкцию вносились модификации в соответствии с результатами испытаний. В июле 1933 г. на ЦАГИ 3-ЭА установили новый винт и новую систему управления, после чего вертолёт переименовали в ЦАГИ 5-ЭА.

## ЛТХ
Источник данных: 

Технические характеристики
- Экипаж: 1 чел.
- Длина: 12,8 м
- Диаметр несущего винта: 11 м
- Высота: 3,38 м
- Масса пустого: 982 кг
- Максимальная взлётная масса: 1145 кг
- Силовая установка: 2 × ПД М-2
- Мощность двигателей: 2 × 120 л. с.

Лётные характеристики
- Максимальная скорость: 30 км/ч
- Статический потолок: 605 м